# Isla San Martín
Isla San Martín är en ö i Mexiko.   Den ligger i delstaten Baja California, i den nordvästra delen av landet, 2 100 km nordväst om huvudstaden Mexico City.